# 柯西等式
柯西等式是光在特定透明材質下，其折射率和波長之間的經驗關係，得名自1836年定義此等式的數學家奧古斯丁·路易·柯西。

## 等式
柯西等式最通用的形式為
{\displaystyle n(\lambda )=B+{\frac {C}{\lambda ^{2}}}+{\frac {D}{\lambda ^{4}}}+\cdots ,}
其中n為折射率，λ為波長，B, C, D等為係數，針對特定材料，會調整係數使計算的折射率和量測結果相近。係數一般會以λ為真空下的波长，單位為微米。
一般而言，柯西等式用到以下二項，已有一定的精準度：
{\displaystyle n(\lambda )=B+{\frac {C}{\lambda ^{2}}},}
其中係數B及C是專門針對此公式下的係數。
以下是一些材料的係數：
| 材料             | B      | C (μm2) |
| 石英玻璃         | 1.4580 | 0.00354 |
| 硼硅酸盐玻璃 BK7 | 1.5046 | 0.00420 |
| 硬質冕玻璃 K5    | 1.5220 | 0.00459 |
| 鋇冕玻璃 BaK4    | 1.5690 | 0.00531 |
| 鋇火石玻璃 BaF10 | 1.6700 | 0.00743 |
| 重火石玻璃 SF10  | 1.7280 | 0.01342 |

柯西等式所使用光和物質之間關係的理論後來發現有誤。等式只適用在可見光的正常光的色散。柯西等式在紅外線區不準，無法表示反常色散（anomalous dispersion）的情形，但柯西等式在數學上非常簡單，因此適用於一些特定的應用。
Sellmeier等式是由柯西等式再進一步推展所得的等式，可以處理反常色散，在紫外線區、可見光區、紅外線區都可以準確的計算折射率。

## 和空氣濕度的相依性
針對空氣的柯西兩項式是Lorentz所延伸的，將空氣濕度考慮在內，公式如下：
{\displaystyle n_{air}(\lambda ,T,v,p)\approx 1+{\frac {77.6\cdot 10^{-6}}{T}}\left(1+{\frac {7.52\cdot 10^{-3}}{\lambda ^{2}}}\right)\left(p+4810{\frac {v}{T}}\right)}
其中p是壓力（單位為毫巴），T是溫度（單位為K），v是水蒸气压（單位為毫巴）